# Saugerties (hrabstwo Ulster)
Saugerties – wieś w Stanach Zjednoczonych, w stanie Nowy Jork, w hrabstwie Ulster.